# What You Do
„What You Do“ je singl polské zpěvačky Margaret z jejího druhého sólového studiového alba Monkey Business (2017). Skladbu napsali Margaret, Arash Labaf, Robert Uhlmann, Anderz Wrethov a Thomas Karlsson, o produkci se postarali Uhlmann, Labaf a Wrethov, spolu s koprodukcí od Alexe Papaconstantinoua. Singl byl vydán po celém světě jako pilotní singl z Monkey Business 12. května 2017.

## Autoři a historie vydání
Singl napsali a složili Margaret, Arash, Robert Uhlmann, Anderz Wrethov a Thomas Karlsson. Produkci singlu měli na starosti Robert Uhlmann, Arash a Anderz Wrethov. Dodatečnou produkci provedl Alex Papaconstantinou.
Singl byl vydán ke stažení v digitální podobě 12. května 2017 po celém světě prostřednictvím Magic Records a Extensive Music. Singl je umístěn na druhém sólovém studiovém albu zpěvačky s názvem Monkey Business.

## Premiéra v rádiu a prezentace na živo
Singl měl premiéru ve vysílání rádia Eska, RMF FM, RMF Maxxx a Zet 12. května 2017. Dne 17. června zpěvačka zazpívala singl poprvé na živo během udílení cen v průběhu Eska Music Awards v Azoty Arena ve Štětíně, kterou vysílala televizní stanice TVP1.

## „What You Do” v rádiu
Singl se umístil na 14. místě v polském žebříčku AirPlay – Top a na 1. místě v AirPlay – Nowości. Píseň bodovala také v Rusku a Švédsku.

## Videoklip
Videoklip k singlu byl zveřejněn na YouTube 12. května 2017. Natáčení probíhalo na Kypru. Režíroval jej Konrad Aksinowicz. Videoklip je stylizován do počítačové hry, ve které Margaret vystupuje jako hlavní hrdina.
Dne 13. července 2018 byla vydána alternativní verze klipu, kde Margaret vystupuje s tanečníky a v šatech 3 různých barev. Fragmenty byly použity v propagační kampani mobilní sítě Play, která zahrnovala také televizní spoty.

## Seznam skladeb
Digital download
1. „What You Do“ – 3:04
2. „What You Do“ (Extended) – 4:42

## Žebříčky

### Umístění v žebříčcích AirPlay
| Země   | Žebříček (2017)   | Nejvyšší pozice |
| ------ | ----------------- | --------------- |
| Polsko | AirPlay – Top     | 14              |
| Polsko | AirPlay – Nowości | 1               |
| Rusko  | TopHit            | 203             |

### Pozice v rozhlasových hudebních hitparádách
| Země    | Žebříček (2017)       | Nejvyšší pozice |
| ------- | --------------------- | --------------- |
| Polsko  | Radio Szczecin (SLiP) | 36              |
| Polsko  | Radio Zet (Hitparáda) | 26              |
| Polsko  | RMF FM (POPLista)     | 2               |
| Polsko  | RMF Maxxx (Hop Bęc)   | 3               |
| Švédsko | Rix FM (Rix Topp 6)   | 1               |

### Pozice na celoročním žebříčku
| Země   | Žebříček (2017) | Pozice |
| ------ | --------------- | ------ |
| Polsko | ZPAV            | 91     |

## Ocenění a nominace
| Rok  | Soutěž                                      | Kategorie                       | Výsledek  |
| ---- | ------------------------------------------- | ------------------------------- | --------- |
| 2017 | Hit roku rádia RMF FM a televize Polsat     | Hit roku                        | Nominace  |
| 2017 | To nejlepší z roku 2017 – Plebiscit Onet.pl | Píseň roku – Polsko             | 10. místo |
| 2017 | Gorąca 100                                  | 100 největších hitů v roce 2017 | 75. místo |
| 2017 | Hit rádia RMF FM v roce 2017                | Hit roku                        | 33. místo |
| 2018 | Polsat SuperHit Festiwal 2018               | Rádiový hit roku                | Nominace  |

## Historie vydání
| Region      | Datum vydání    | Formát           | Vydavatel                           | Ref.   |
| ----------- | --------------- | ---------------- | ----------------------------------- | ------ |
| Polsko      | 12. květen 2017 | Digital download | Magic Records                       | [ 32 ] |
| Rusko       | 12. květen 2017 | Digital download | Broma16                             | [ 33 ] |
| Celosvětově | 12. květen 2017 | Digital download | Extensive Music, Warner Music Group | [ 34 ] |